# Chiesa di Santa Maria dei Mongoli
La chiesa di Santa Maria dei Mongoli (nome completo in greco Θεοτòκος Παναγιώτισσα?, Theotokos Panaghiótissa, lett. "Theotokos di tutti i santi", o Παναγία Μουχλιώτισσα, Panaghia Muchliótissa; in turco anche Kanlı Kilise, "chiesa sanguinante") è una chiesa ortodossa di Istanbul. È l'unica chiesa bizantina di Costantinopoli a non essere mai stata convertita in una moschea, rimanendo sempre aperta al culto greco-ortodosso.

## Ubicazione
La chiesa, che di solito non è aperta al pubblico e si trova dietro un alto muro, si trova nel distretto di Fatih, nel quartiere di Fener. È ubicata lungo Tevkii Cafer Mektebi Sokak, alla sommità di un pendio che domina il Corno d'Oro, e vicino all`imponente edificio del collegio greco ortodosso di Fener.

## Storia
All'inizio del VII secolo, la principessa Sopatra (figlia dell'imperatore bizantino Maurizio), e la sua amica Eustolia fecero edificare un convento di suore sul pendio della quinta collina di Costantinopoli. Il terreno, che fu conferito dall'imperatore, si trovava a nord della Cisterna di Aspare ed era stato utilizzato fino ad allora come un cimitero. L'edificio era dedicato a Santa Eustolia. Nel corso dell'XI secolo venne aggiunto un monastero. Esso era dedicato a Tutti i Santi, ed aveva uno stretto rapporto con il monastero della Grande lavra, sul monte Athos. Durante la dominazione latina dopo la quarta crociata, il monastero scomparve.
Nel 1261, dopo la riconquista della città da parte dei Bizantini, Isacco Ducas, il suocero di Giorgio Acropolite e zio materno di Michele VIII Paleologo, ricostruì un semplice monastero a un piano, dedicato alla Theotokos Panaghiotissa. Nel 1266, l'edificio fu ampliato, e un pittore, di nome Modestos, lo decorò.
Nel 1281, Maria Palaiologina, figlia illegittima dell`imperatore Michele VIII e vedova di Abaqa, Khan dell`Ilkhanato mongolo, ritornò a Costantinopoli dopo un'assenza di 15 anni. Si dice che lei stessa abbia ricostruito il convento e la chiesa (che poi assunse la forma odierna), tanto da meritare il titolo di Ktētorissa ("fondatrice") di quel complesso, e che si ritirasse li` fino alla sua morte. Da quel momento, il convento e la chiesa ottennero la denominazione di Mouchliōtissa ("dei Mongoli" in greco). Dopo la sua morte il convento decadde, perché i suoi eredi utilizzarono le proprietà del monastero per i loro scopi, avendo anche acceso un mutuo su di esse. Infine le suore intentarono una causa con gli eredi prima di fronte all'imperatore, e quindi dinanzi al Patriarca. Essi presentarono come prova del loro diritto una crisobolla imperiale attestante l'acquisto del convento da Maria Paleologina, ma il documento venne ritenuto falso, dopo di che il Patriarcato restaurò i diritti delle suore. Il monastero rimase in uso fino alla fine dell'Impero, poi venne abbandonato.
Il 29 maggio 1453, il giorno della caduta di Costantinopoli, i dintorni dell'edificio videro l'ultima disperata resistenza dei Greci contro gli ottomani invasori. A causa di ciò, la Chiesa ottenne il nome turco "Kanli Kilise" ("Chiesa Insanguinata"), e la strada che conduce ad essa dal Corno d'Oro è ancora chiamato la Salita dell'Alfiere (in turco "Sancaktar Yokusu"), in onore di un alfiere ottomano che trovò la sua morte combattendo qui.

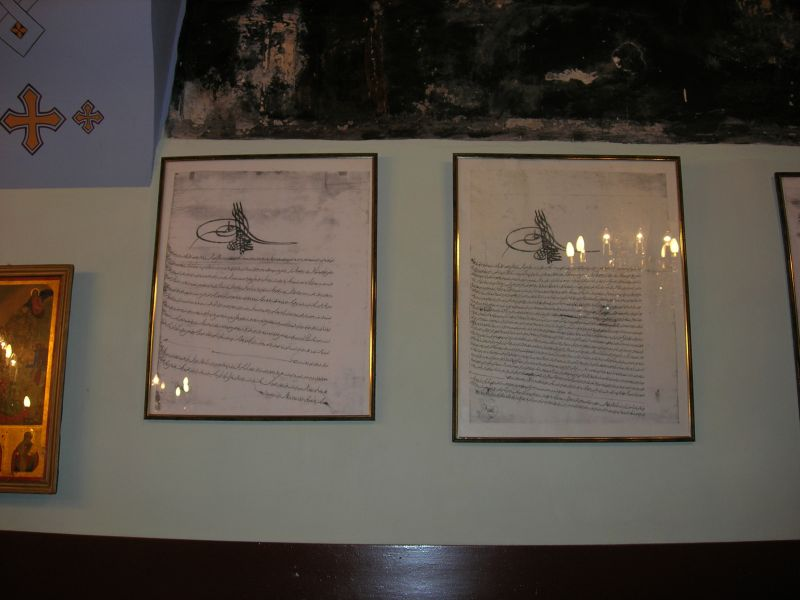
I firmani di Maometto II e Bayazid II, che garantirono la proprietà della chiesa alla comunità greca.

La tradizione vuole che il Sultano Maometto II assegnasse la chiesa alla madre di Christodoulos, l'architetto greco della moschea di Fatih, in riconoscimento del suo lavoro. La concessione venne confermata da Bayazid II, in riconoscimento dei servizi del nipote di Christodoulos, il quale aveva costruito la moschea che porta il nome del sultano.
Sotto i sultani Selim I e Ahmed II ci furono due tentativi ottomani di convertire la chiesa in una moschea (l'ultimo, perseguito dal Gran Visir Ali Köprülü alla fine del XVII secolo, venne vanificato da Dimitrie Cantemir) e, grazie ai firmani di Mehmed II e Bayazid II, la chiesa rimase una parrocchia della comunità greca. Così, Santa Maria dei Mongoli è una tra le poche chiese bizantine di Istanbul la cui antica dedica non è mai stata dimenticata.
Danneggiato più volte (nel 1633, 1640 e 1729), dagli incendi che devastarono Fener, l'edificio venne riparato e ampliato, perdendo del tutto la sua eleganza primitiva. Alla fine del XIX secolo, una piccola scuola venne costruita vicino ad esso, e nel 1892 fu aggiunto un piccolo campanile. Nel 1955, la chiesa fu danneggiata durante il Pogrom anti-greco d'Istanbul, e da allora è stata restaurata.

## Descrizione

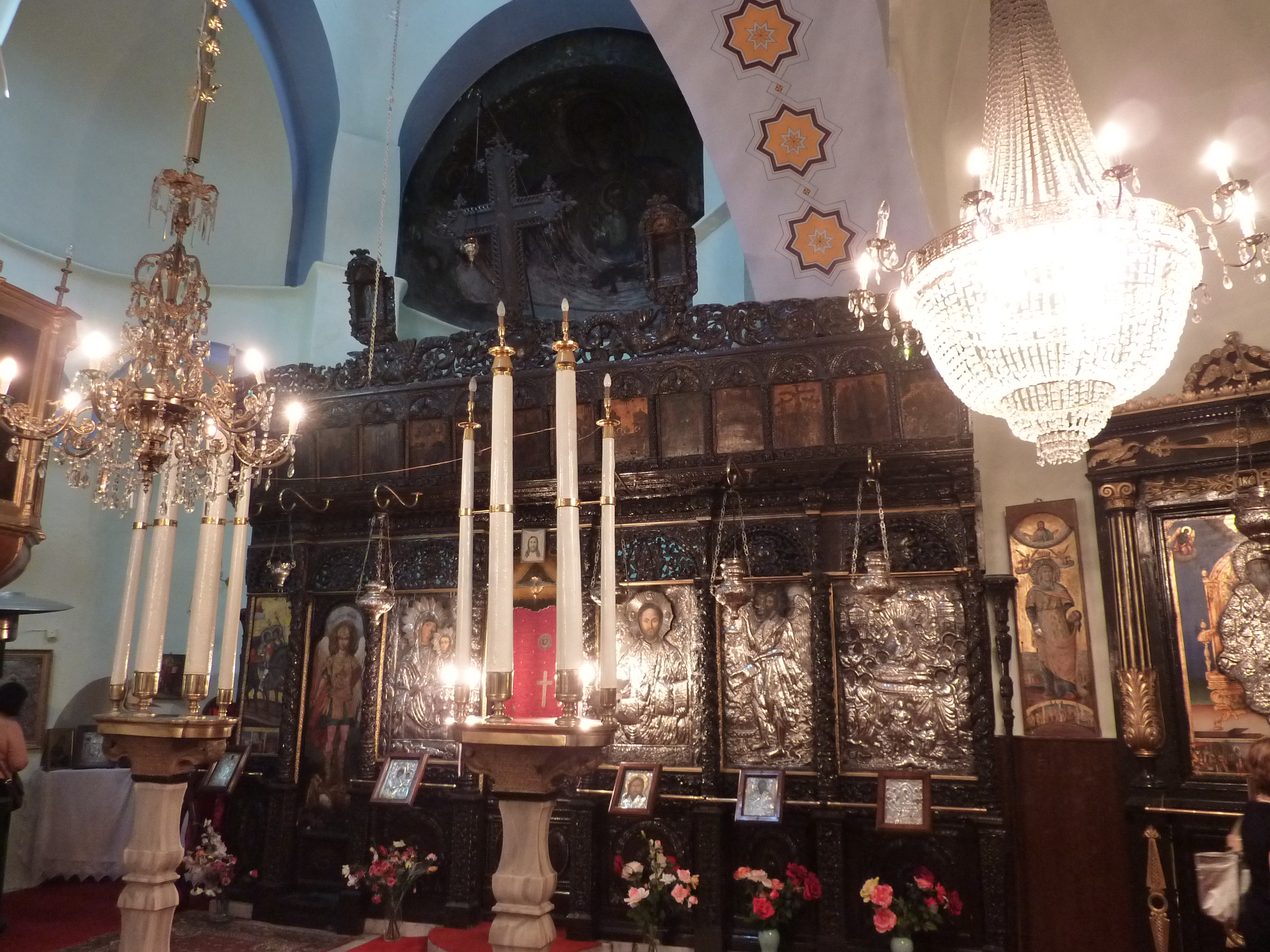
L'interno della chiesa.

Il complesso si trova dietro un alto muro, e non è normalmente aperto al pubblico. Anche se è sempre rimasto in mani greche, l'edificio è stato modificato molto più pesantemente di quelli convertiti in moschee. Essa ha, o aveva originariamente, una pianta a tetraconch con una cupola centrale racchiusa da una torre, che lo rende un unicum nell'architettura bizantina di Costantinopoli e su una scala molto più piccola anticipa sorprendentemente quella di molti grandi moschee ottomane.
La cupola poggia su una croce formata da quattro mezze cupole. Il nartece ha tre campate, di cui quella centrale è coperta da una volta a botte. Sul lato sud, la chiesa è stata demolita e ricostruita, e la metà della cupola meridionale e la navata a sud del nartece sono state rimosse e sostituite da tre navate. L'interno è stato spogliato della decorazione originale, ma è pieno di icone e altri ornamenti, rendendo un esame della chiesa molto difficile.
Sulla parete orientale vi è una grande rappresentazione del Giudizio Universale, forse dipinta da Modestos nel 1266. Inoltre, degni di nota sono una icona a mosaico dell`XI secolo raffigurante la Theotokos, e quattro icone risalenti al XIII e XIV secolo.
Sotto la chiesa sono visibili scavi e un passaggio sotterraneo che si dice raggiungere Hagia Sophia (anche se i due edifici sono a diversi chilometri di distanza). Nonostante la sua importanza storica, la chiesa non è mai stata studiata a fondo da un punto di vista architettonico.